# Барриос, Аугусто
Аугусто Себастьян Барриос Сильва (исп. Augusto Sebastián Barrios Silva; 3 октября 1991, Арика, Чили) — чилийский футболист, защитник клуба «Депортес Антофагаста».

## Клубная карьера
Барриос — воспитанник клуба «Сан-Маркос де Арика». 27 июля 2010 года в матче против «Унион Ла-Калера» он дебютировал в чилийской Примере B. В 2012 году Барриос помог клубу выйти в элиту. 11 мая 2013 года в матче против «Депортес Икике» он дебютировал в   чилийской Примере. 1 марта 2014 года в поединке против «Сантьяго Морнинг» Аугусто забил свой первый гол за «Сан-Маркос де Акрика».
Летом 2016 года Барриос перешёл в «Депортес Антофагаста». 7 августа в матче против «Универсидад де Чили» он дебютировал за новый клуб. В это же поединке Аугусто забил свой первый гол за «Депортес Антофагаста».